# Georgskathedrale (Bagdad)
Die Griechisch-orthodoxe Kathedrale des Heiligen Georg (arabisch كاتدرائية القديس جاورجيوس للروم الأرثوذكس في بغداد), auch Georgskathedrale (كاتدرائية القديس جاورجيوس), ist eine Kirche in der irakischen Hauptstadt Bagdad, die im Jahre 1964 geweiht wurde. Sie ist die Kathedrale des Erzbistums Bagdad der Griechisch-orthodoxen Kirche.

## Standort
Die griechisch-orthodoxe Georgskathedrale steht im Stadtteil ar-Riyad von Bagdad am östlichen Ufer des Tigris auf 39 m Meereshöhe an der südwestlichen Seite der Tāriq-ibn-Ziyād-Straße (شارع طارق بن زياد) etwa 250 m südöstlich des Tahariyat-Platzes (ساحة تحريات).

## Geschichte
Die griechisch-orthodoxe Kirche war in Mesopotamien bis ins 20. Jahrhundert kaum präsent, und die meisten hier lebenden Mitglieder beziehungsweise ihre Vorfahren kamen im Laufe des 20. Jahrhunderts nach Irak. Die griechisch-orthodoxe Georgskathedrale in Bagdad wurde 1976 nach Plänen des Architekten Fahram Strak gebaut und im selben Jahr eingeweiht. Nach der Invasion der US-Truppen in Irak 2003 wurde das Leben für die griechisch-orthodoxen wie auch andere Christen wegen der Christenverfolgungen durch islamistische Aufständische kaum erträglich. Die griechisch-orthodoxe Georgskathedrale blieb zwar unversehrt, doch nahm die Größe der griechisch-orthodoxen Gemeinde in Bagdad von 600 Familien im Jahre 1991 auf 30 Familien im Jahre 2014 ab. Die griechisch-orthodoxen Gemeinden in Mossul und Basra sind erloschen.

## Architektur
Vom Eingang zum Gelände des Erzbistums aus gesehen befindet sich rechts ein Hof mit Verwaltungsgebäuden und links die Kathedrale. Die Georgskathedrale ist aus Stahlbeton gebaut und mit Ziegeln verblendet. Die geostete Kirche ist mit einem Satteldach gedeckt. Die Apsis am östlichen Ende zur Tāriq-ibn-Ziyād-Straße hin ist turmartig erhöht und oben mit einem großen Kreuz versehen. Von der Mitte des Daches erhebt sich ein kleiner Glockenturm mit quadratischem Querschnitt. Die Innenansicht der Kirche lässt ähnlich einer Basilika drei Schiffe erkennen, die durch Säulen mit quadratischem Querschnitt voneinander getrennt sind. Über dem Eingang am westlichen Ende ist eine Empore, und des Heiligtum im Osten ist durch eine Ikonostase mit drei Durchgängen mit Vorhängen abgetrennt. Die Kirche ist im byzantinischen Stil mit zahlreichen Ikonen geschmückt.

## Einrichtungen der Griechisch-Orthodoxen Kirche in Bagdad
Das Griechisch-Orthodoxe Patriarchat von Antiochien betreibt neben der Georgskathedrale eine Schule, ein Altersheim, ein Waisenhaus und Räumlichkeiten für sportliche, kulturelle und Bildungsaktivitäten.

## Bistum und Bischof
Die griechisch-orthodoxe Georgskathedrale in Bagdad ist die Kathedrale des Erzbistums Bagdad und Kuwait des Griechisch-Orthodoxen Patriarchats von Antiochien, das neben der Georgskathedrale noch eine weitere Kirche in Bagdad besitzt. Patriarch des Griechisch-Orthodoxen Patriarchats von Antiochien und dem ganzen Osten ist der in der Mariamitischen Kathedrale in der syrischen Hauptstadt Damaskus ansässige Johannes X. von Antiochien, der am 17. Dezember 2012 als Nachfolger des Patriarchen Ignatius IV. Hazim gewählt und am 10. Februar 2013 geweiht wurde. Erzbischof des griechisch-orthodoxen Erzbistums Bagdad und Kuwait ist seit 2015 der in Hama (Syrien) geborene Ghattas Hazim, ein Neffe des ehemaligen Patriarchen Ignatius IV. Hazim.